# Adrián García
Adrián Alonso García Sobarzo (Concepción, 25 de maio de 1978) é um ex-tenista profissional chileno.
Adrián García conquistou três medalhas de prata no Tênis nos Jogos Pan-Americanos. Uma em simples, na qual perdeu a decisão do ouro, por 2 sets a 1 (6/3, 4/6 e 7/6, sendo 7 a 2 no tie-break) para o tenista brasileiro Flávio Saretta, em 2007.